# ゴチソウノォト
『連続テレビ小説「ごちそうさん」オリジナル・サウンドトラック ゴチソウノォト』（れんぞくテレビしょうせつ ごちそうさん オリジナル・サウンドトラック ゴチソウノォト）は、2013年12月4日発売の菅野よう子による日本のテレビドラマ『ごちそうさん』（NHK製作・連続テレビ小説）のサウンドトラック・アルバムである。
2014年4月9日発売の第2弾『連続テレビ小説「ごちそうさん」オリジナル・サウンドトラック ゴチソウノォト おかわり』についても記述。

## 概要
全曲菅野よう子による作曲・編曲で、ウィーン・オペラ舞踏会管弦楽団の演奏によりウィーンにてレコーディングされた。また、高畑充希が役名の西門希子名義で歌う劇中歌も収録された。
アルバムタイトルの「ゴチソウノォト」はドラマのヒロイン“め以子”が劇中で愛用する「め以子の料理ノォト」、音符を意味する英単語の「note」、「の音」になぞらえてつけられ、ブックレット内にはドラマ内に登場した料理の写真やオリジナルレシピが掲載された。
ジャケットは、「ゴチソウノォト」では「オムライス」、「ゴチソウノォト おかわり」では「焼氷」と、劇中に登場した料理を図案化したデザインとなっている。

## 収録曲

### ゴチソウノォト
1. フェルメント前奏曲
2. ゴチソウノォト
3. 少女倶楽部
4. でんしんばしらのやうな
5. モスリンマアチ
6. 走レ乙女
7. イシンデンシン?
8. オムレットワルツ
9. 閑雅な食慾
10. クロケット ベシャメルソース
11. YUTARO
12. 朝五ツ
13. 鴨のファンファアレ
14. ルリハ
15. スノピカ
16. 志ル古な憂鬱
17. 拝啓グルタミンさん
18. すきなヒトデ
19. キネマ モザイク
20. オルゴオルの死
21. イル デカダン
22. NUKADOKOにて
23. 感傷的活動写真
24. 殿方につきまして
25. 貴方ヲ送ル
26. イチゴイチエ
27. 焼氷有り〼の唄
  - 作詞：森下佳子、作曲：菅野よう子、歌：西門希子（高畑充希）
28. 帝大生とハイカラリボン

### ゴチソウノォト おかわり
1. おかわり!
2. いちごの唄～源太出征の日～ 
  - 作詞：森下佳子、作曲：菅野よう子、歌：西門希子（高畑充希）
3. 形而上マチウド
4. ピアノは踊る
5. ナニワ幻燈
6. ヒゲモ駄ニズム
7. おだいどこ研究室
8. 蘇州夜曲
  - 作詞：西條八十、作曲：服部良一、歌：西門希子（高畑充希）
9. うずもれ
10. NUKADOKO ノスタルヂヤ
11. 新都市萌芽
12. イケズタンゴ
13. パン耳
14. ルパシカ
15. 三文物理
16. 無垢な食卓
17. 沫のごと
18. 子供たるもの
19. 元少女倶楽部
20. ふ久の不思議な世界
21. 瓦解ス
22. 冷たき血
23. ミッション
24. 8万8千回の口福
25. アダジオ
26. いただきます
27. ごちそうさん交響曲